# Clube Atlético Tupi (Santa Catarina)
Clube Atlético Tupi é um clube brasileiro de futebol, com sede no município de Gaspar, estado de Santa Catarina.  

## História
Foi fundado no dia 3 janeiro de 1942. Segundo registros, dez pessoas fundaram o clube: Pedro Vieira, Wilhelm Wickern, Silvio Schmitt, Egon Olinger, Carlos Barbosa Fontes, Glauco Beduschi, Edmundo dos Santos, Júlio Schramm, José Estefano dos Santos e Vidal Pamplona.[carece de fontes?]

## Estádio
O atual estádio do "índio gasparense" foi batizado em homenagem ao seu fundador, Carlos Barbosa Fontes. 
A primeira parte do terreno de sua sede foi adquirida em janeiro de 1973, junto à família Zimmermann. Já a outra metade, em janeiro de 1988, doado pela antiga empresa CEVAL. Anteriormente o campo do Tupi se localizava no bairro 7 de Setembro, próximo ao hospital da cidade.
Hoje, o estádio localiza-se no bairro Coloninha, onde sua estrutura atende às atividades do clube e serve à comunidade local como espaço para entretenimento esportivo. Conta com uma escolinha de futebol, com alunos de 5 a 19 anos de idade.

## Futebol infanto-juvenil
O futebol infanto-juvenil do Tupi se desenrola desde os primórdios de sua fundação, mas apenas em 11 de julho de 2002 foi fundada a Associação de Pais e Amigos do Futebol Menor do Tupi, com o objetivo de organizar esse trabalho, realizando ações suplementares necessárias para manter a Escolinha em pleno desenvolvimento. Os fundadores foram Moraci José da Costa, Rogério Olinger, Celço Nicodemus Ramos, Maria Teresinha Simas, Maria Teresinha Lansnazter Spengler, Suzeli Schneider, Jair Francisco Pitz, Élcio Brandt, Mario Cezar Valgas, Adalberto da Costa, Álvaro Stollmeier, Flavio Seger, Vicente Tomio e Alexandre Steffem.
No ano de 2008, a Assembleia Legislativa do Estado de Santa Catarina declarou tanto o Tupi quanto a sua escolinha de futebol como entidades de Utilidade Pública, por meio das leis estaduais 14.571/08 e 14.547/08.

## Futebol profissional
No futebol profissional, o Tupi participou de quatro edições do Campeonato Catarinense profissional, divisão de acesso, promovido pela FCF. O clube se fez representar profissionalmente nas temporadas dos anos de 1987, 1988, 1989 e 2001.  
Figuras ilustres fazem parte da história do Índio Gasparense, como Nêgo Lando, Coti Schramm, Jaime Beduschi, Valmor Beduschi, Afonso Schwartz (Tito), Bertoldo Bornhausen, Roy Veloso Schmalz, Mauri Thompson, Ciro Quintino, Claudionor Souza, Wanderlei Knopp, Alóis Schmitz, Vicente Schmitz, Eduardo Schwartz, Lito Rosa, Ari Garcia, Carlos Eurico Fontes (Zuza), Haroldo Medeiros (Suca), Luciano Testoni (Lulu), Dario Beduschi, Otávio Luis Schmitt, Treze, Juliano Galego, Jean Gasparinho, Edson Possamai, Lindomar de Souza, João Carlos Mansur, João de Borba, Bolacha, Paraguai, Tinho Santos, Jurandir Zimmermann, Álvaro Corrêa, Márcio Cabana, Naldo Pamplona, Nana, José Vanzuita, Leopoldo Franzoi, Francisco de Assis Oliveira, Carlinhos Wehmuth, Guido Braatz, Waldir da Silva, Adilson Silva, Ninha Schramm, Aloízio Schmitt, Leopoldo Wehmuth, Joãozinho Tijucano, os irmãos Hilário e Acácio Schmitt, Paulo Costa entre ex-jogadores e dirigentes que deixaram importante legado no Tupi.